# Цегельський Євген Романович
Євге́н Рома́нович Цеге́льський (5 травня 1912, Чернівці, Герцогство Буковина, Австро-Угорська імперія–1980, США), скрипаль і музикознавець.
Походив з відомої в Галичині родини. Син професора Романа Цегельського і Меланії з Левинських, племінник міністра ЗУНР Лонгина Цегельського, брат Михайла Цегельського. Закінчив Празьку Консерваторію (1937). Директор Музичного Інституту ім. М. В. Лисенка в Перемишлі (1937—1939). Соліст-концертант; концертмейстер віденського Бурґтеатру. З 1949 у США. Праця «Чехи і галицько-украънська світська музика в 19 ст.».